# متنزه جوزاني تشواكا باي الوطني
متنزه جوزاني تشواكا باي الوطني هو متنزه وطني يقع في منطقة كوسيني بمنطقة جنوب زنجبار في تنزانيا، وهو المتنزه الوطني الوحيد في زنجبار، ويُصنف كمحمية طبيعية من الفئة الثانية وفقًا لتصنيف الاتحاد الدولي لحفظ الطبيعة وبرنامج الإنسان والمحيط الحيوي التابع لمنظمة اليونسكو.

## التاريخ

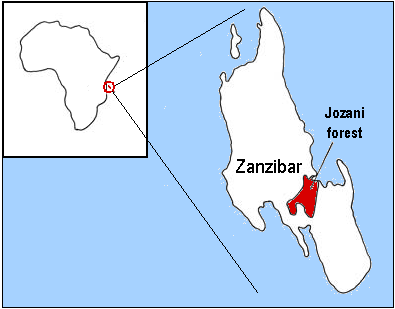
موقع متنزه جوزاني تشواكا باي الوطني في تنزانيا

لا تزال المناطق الأساسية والعازلة لمحمية المحيط الحيوي في متنزه جوزاني تشواكا باي الوطني غير مأهولة بالسكان، بينما يقيم حوالي 16,423 فردًا في المنطقة الانتقالية، حيث يمارسون سبل عيش متنوعة. تتميز المنطقة المحيطة بالمتنزه بتركيبة سكانية تتمتع بتنوع ثقافي، حيث تضم مزيجًا من شعوب البانتو؛ وشعب الماكوندوتشي السابق، ومجتمعات الشيرازي الحديثة، ويُشكل شعب هاديمو المجموعة العرقية السائدة، بينما يُمثل الشيرازي شريحة أصغر. وتبرز السياحة كنشاط اقتصادي رئيسي في المنطقة، تليها الزراعة وصيد الأسماك، واللتان تلعبان دورًا حيويًا في الاقتصاد المحلي. بالإضافة إلى ذلك، يشارك السكان في تربية الماشية وجمع الموارد من الغابة، بما في ذلك المنتجات غير الخشبية مثل عسل النحل والحرف اليدوية المحلية. وتتأصل ممارسات وطقوس شعوب البانتو الثقافية بعمق في حياة هذه المجتمعات. على سبيل المثال، تُعد محمية مابوبوي موطنًا لأضرحة مهمة، بينما تُقام احتفالات في أنحاء مختلفة من المحمية بمناسبة مولد النبي محمد صلى الله عليه وسلم خلال الشهر الثالث من التقويم الهجري. لا تُبرز هذه التقاليد التراث الثقافي الغني للمجتمعات المحيطة فحسب، بل تُعزز أيضًا شعورًا قويًا بالهوية والارتباط بالأرض التي يسكنونها.

## الحياة البرية

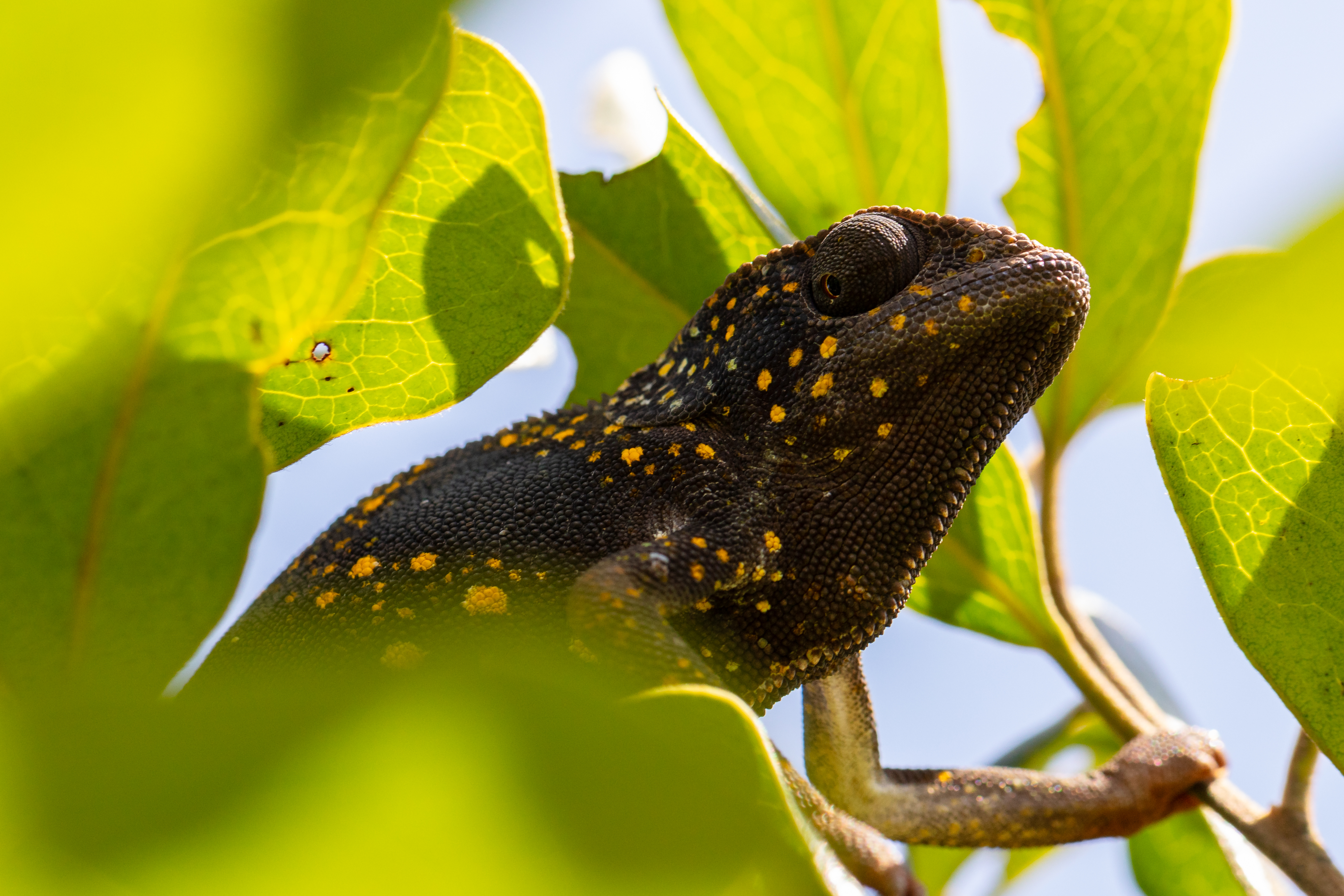
رفرفة عنق الحرباء في متنزه جوزاني تشواكا باي الوطني في زنجبار

يُعتبر متنزه جوزاني تشواكا باي الوطني هو المتنزه الوطني الوحيد الموجود في جزيرة زنجبار التنزانية، وتتميز بتنوع أنظمته البيئية الغنية. يتمتع المتنزه بالكثير من المناظر الطبيعية الفريدة التي تضم مزيجًا من أشجار المانغروف والغابات الاستوائية والشعاب المرجانية والأراضي الرطبة المتنوعة، إلى جانب المناطق الزراعية والسكنية. يشتهر المتنزه بكونه مركزًا غنيًّا بالتنوع الحيوي، إذ يُعد موطنًا لمجموعة متنوعة من أسماك الشعاب المرجانية والدلافين بالإضافة إلى 168 نوعًا من الطيور، منها 30 نوعًا ذات أهمية عالمية وإقليمية. ومن بين 291 نوعًا نباتيًا مُحددًا في متنزه جوزاني تشواكا باي الوطني، هُناك 21 نوعًا من النباتات مصنفة كأنواع مُهددة بالانقراض. يسكن المنطقة بشكل رئيسي شعب ماكوندوتشي الأصلي، وهم أول من حمى هذه الأرض. ويعتمدون في معيشتهم على السياحة وصيد الأسماك وتربية النحل وتربية الفراشات وتسمين السلطعون، وكلها أنشطة تُبرز العلاقة المتناغمة بين المجتمع وبيئته.

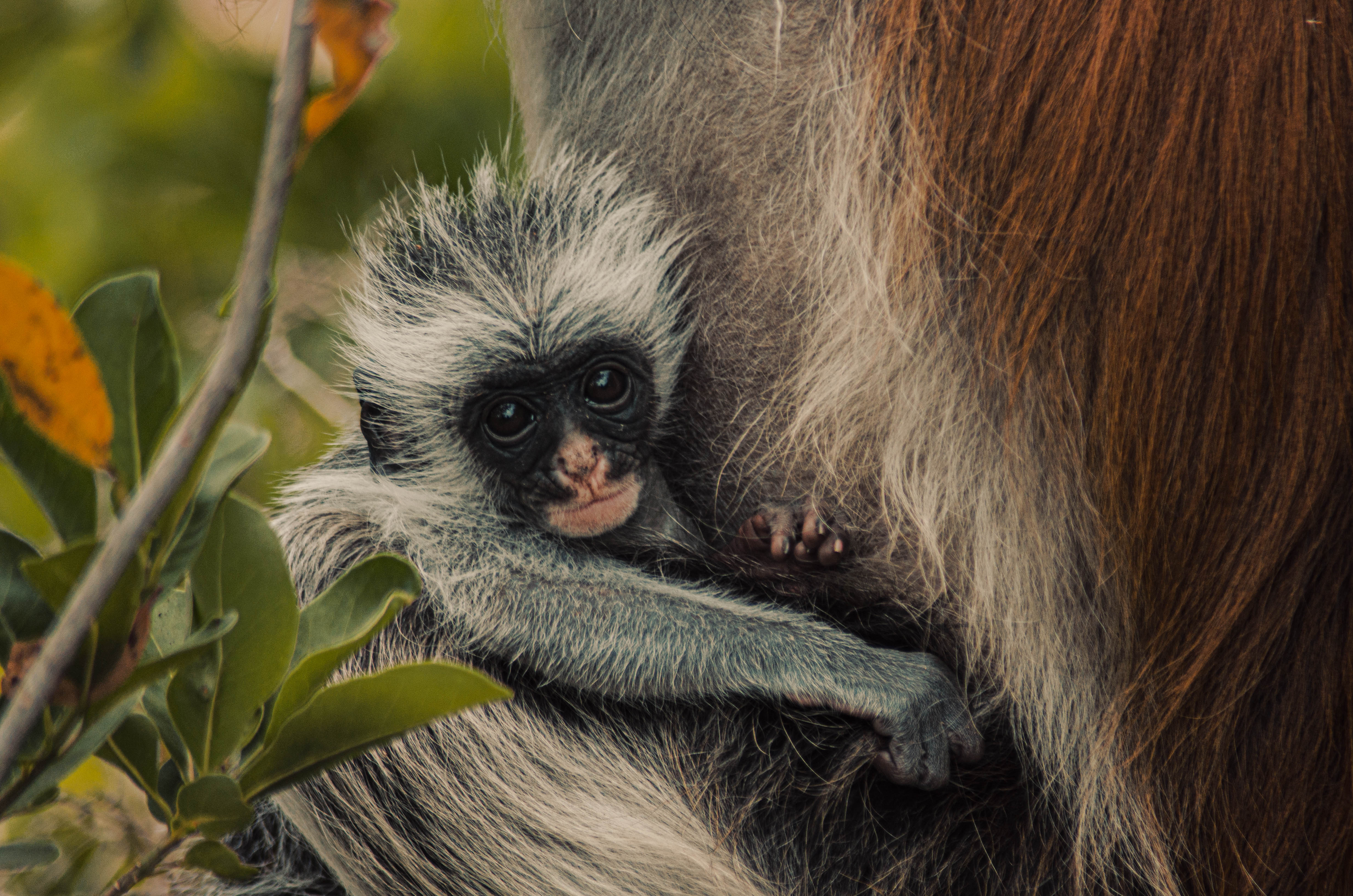
كولبس زنجبار الأحمر في متنزه جوزاني تشواكا باي الوطني

يتوطن في متنزه جوزاني تشواكا باي الوطني أنواعًا عديدة من الثدييات، مثل قرد الكولبس الزنجباري الأحمر الذي يعيش في الغابات المطيرة، على عكس الكولبس الأبلق وكولبس إفريقيا الوسطى الذان يعيشان في مناطق أخرى من أفريقيا، ويُعرف الكولبس الزنجباري الأحمر أيضًا باسم كولبس كيرك الأحمر، نسبة إلى السير جون كيرك عالم البيئة البريطاني الذي أقام في زنجبار، وكان أول لفت انتباه علماء الحيوان إليه لأول مرة. اعتمد الكولبس الزنجباري الأحمر في منتصف تسعينيات القرن العشرين كواحد من الأنواع الرئيسية المطلوب الحفاظ عليها في زنجبار، ويوجد منه في متنزه جوزاني تشواكا باي الوطني في الوقت الحالي نحو 1000 فرد. ومن بين الأنواع الأخرى التي تتواجد في متنزه جوزاني تشواكا باي الوطني قرد سايكس، وأطفال الأدغال، بالإضافة إلى أكثر من 50 نوعًا من الفراشات و40 نوعًا من الطيور. ويُقال إن حيوان الوبر الشجري الليلي في زنجبار، والذي له أربعة أصابع في قدميه الأماميتين وثلاثة على ظهره، كان أول نوع من أنواع الوبريات يتأقلم مع الغابة. يجتذب متنزه جوزاني تشواكا باي الوطني نحو 10% من زوار زنجبار الذين يزيد عددهم عن 100,000 زائر سنويًا. كما تضم زنجبار معالم جذب للحياة البرية مثل الدلافين، بالإضافة إلى صيد أسماك التونة والمارلن والقرش في أعماق البحار.

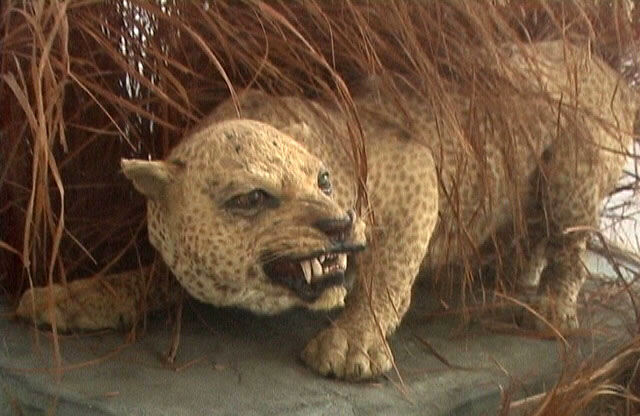
نمر زنجبار الذي يعتقد البعض أنه انقرض

يوجد في متنزه جوزاني تشواكا باي الوطني حيوان آخر في غابات جزيرة أونغوجا لا مثيل له في أي مكان آخر، وهو نمر زنجبار الذي كان يُعتقد أنه انقرض، ويُطلع عليه في اللغة السواحيلية، اسم «تشوي»، وهو جزء من المعتقدات الخرافية لدى سكان المنطقة، حيث يعتقد الناس أن السحرة يحتفظون بهذا الحيوان ويربونه كحيوان أليف ونسجون حوله أساطير مخيفة تفيد بأنه يخطف الأرواح ويختفي في الهواء، ويُرجّح أن السبب وراء هذه الأساطير يعود إلى خجل الفهود الشديد من البشر وقدرتها على المراوغة. سُجّل آخر ظهور لهذا الحيوان عام ١٩٩٩، وعلى الرغم من ذلك، يؤكد المسؤولون والعمال في أراضي الخرق المرجانية في جنوب وشرق جزيرة أونغولا أن هذا النوع ليس منقرضًا، على الرغم من أنه لم يُشاهد منذ عام ٢٠٠٣. كانت آخر مشاهدة لهذا الحيوان سُجّلت عامي ٢٠٠٢ و٢٠٠٣ وكانت لنمرين. لا توجد في الوقت الحالي صور لنماذج حية من هذا النوع، على الرغم من وجود نموذج محنط معروض في متحف زنجبار، كما أن بعض جلود الحيوان موجودة في متاحف لندن وماساتشوستس. كانت لقطات كاميرات المراقبة التي ظهرت في مسلسل وثائقي أمريكي عُرض عام ٢٠١٨ قد أظهرت وجود هذا النمر، وأثارت اهتمامًا متجددًا وتدابير حماية إضافية. يُشاهد الآن في الجزيرة نمر أصغر حجمًا مرقط، وهو نتاج بيولوجي للحيوان الأكبر حجمًا. تُعدّ أعشاب البحر الموجودة في خليج تشواكا، والمحاطة بغابات المانغروف، بيئة تكاثر مناسبة للعديد من أنواع الكائنات البحرية، وخاصة من أنواع أسماك البحار المفتوحة. كما تُعدّ غابات المانغروف بيئة تكاثر جيدة للطيور. ويجري حاليًا دراسة خطة متكاملة لتنمية المنطقة والحفاظ عليها. ومن المقترح أيضًا إعلان متنزه جوزاني تشواكا باي الوطني موقعًا من مواقع رامسار، وإدراجه ضمن القائمة المؤقتة لمواقع التراث العالمي في تنزانيا، وذلك تقديرًا لأصوله الطبيعية والثقافية الفريدة، مع مراعاة جهود الحفظ المقترحة.

## جهود الحفاظ على البيئة
يشكل متنزه جوزاني تشواكا باي الوطني، وفقًا للاتحاد الدولي لحفظ الطبيعة والموارد الطبيعية، أكبر غابة شبه طبيعية متبقية في زنجبار، وتقع هذه الغابة على مصطبة بحرية من الحجر الجيري المرجاني. وتشمل الموائل الموجودة داخل المتنزه والأراضي المحمية المرتبطة بها غابة مياه جوفية، وغابة ساحلية، ومراعي، مع أشجار مانغروف ومستنقعات مالحة على الساحل. كانت أنواع النباتات الموجودة داخل المتنزه موجودة في جميع أنحاء زنجبار. وتشمل الحيوانات المهددة بالانقراض التي تعيش داخل متنزه جوزاني تشواكا باي الوطني ما يلي:
- قرد الكولوبس الأحمر الزنجباري، وهو نوع متوطن من القرود لا يوجد إلا في زنجبار.[11][12][13]
- الديكر الآدرز
- طائر السرفالين الزنجباري
- نمر زنجبار

### مناطق الطيور المهمة
يضم متنزه جوزاني تشواكا باي الوطني منطقتين مهمتين متجاورتين أدرجتهما منظمة حياة الطيور الدولية ضمن قائمة محميات الطيور. كما يضم متنزه جوزاني تشواكا باي الوطني مجموعات من طيور توراكو فيشر، ورفراف المانغروف، والببغاوات بنية الرأس، والزرزور أسود البطن، وأكالات الساحل الشرقي، وطيور الشمس بلون الفأر، وطيور الأسقف الحمراء الزنجبارية. يضم متنزه جوزاني تشواكا باي الوطني والمناطق المحيطة به على الساحل الشرقي، بما في ذلك مساحات واسعة من أشجار المانغروف على طول شاطئه الجنوبي، مجموعات من طيور زقزاق الرمل الكبير، وزقزاق السلطعون، وخرشنة سوندرز.

## السياحة البيئية
رعت منظمة كير الدولية منذ عام 1995 وحتى عام عام ٢٠٠٣ مشروعًا لتطوير المنطقة البرية والمجتمعات المحيطة بها في متنزه جوزاني تشواكا باي الوطني، وقد استفاد برنامج تقاسم الإيرادات في تنزانيا من رسوم دخول المتنزهات واستخدمها لبناء المدارس والعيادات الصحية للقرى المحلية.